# プラネタリウム (いきものがかりの曲)
「プラネタリウム」（Planetarium）は、いきものがかりの楽曲。自身の11枚目のシングルとして、エピックレコードジャパンからCDシングル・デジタル・ダウンロードで2008年10月15日に発売された。

## 解説
前作「ブルーバード」から約3ヶ月ぶりに発売された2008年第4弾シングルで、初回仕様限定盤には特典として「いきものカード006・007・008」のうち1枚がランダムで封入されている。
メンバーが写っていないジャケットは「帰りたくなったよ」以来2度目で、ジャケットの表にはいきものがかりのマスコットで「コイスルオトメ」のジャケットにも登場した宇宙人のキャラクター「イッキーモンキー」が登場している。
山下が制作した楽曲が収録されていないシングルは「うるわしきひと/青春のとびら」以来6作品ぶりである。また、いきものがかりの作品では初となるライブ音源が収録された。

## 収録曲
1. プラネタリウム （5:56）
  - 作詞・作曲：水野良樹 / 編曲：田中ユウスケ・湯浅篤 / 弦編曲：岡村美央

NHKドラマ8『キャットストリート』主題歌。
いきものがかり初のドラマタイアップ曲で、吉岡曰く「今までのいきものがかりより少し都会に出た感じで、今までありそうでなかった曲」とのこと。シングルA面曲で唯一フェードアウトで終わる曲である。
発売に先駆け『キャットストリート』第1回放送日の8月28日から着うたなどで配信されていた。
PVにはメンバー3人を模したマリオネットが登場する。
2. Happy Smile Again （4:28）
  - 作詞・作曲：水野良樹 / 編曲：菅原弘明

NHK『スタジオパークからこんにちは』テーマソング（2008年4月 - 2010年3月）。
JR西日本グループ『もっとつながる。未来が動き出す。』テーマソング（2023年5月-）[1]。
いきものがかりがトーク番組のテーマソングを担当するのはこれが初めてで、シングルに収録された水野作曲の楽曲でA面曲ではないのもこの曲が初めてである。
「僕はここにいる」と同時に着うたは7月9日に、着うたフルは7月16日に先行配信されていた。
イントロは山下達郎の「Sparkle」のオマージュである。
3. 帰りたくなったよ -こんにつあー!!2008LIVE ver.- （6:15）
  - 作詞・作曲：水野良樹 / 編曲：島田昌典
4. プラネタリウム -instrumental-

## 演奏
プラネタリウム
- 吉岡聖恵：Vocal,Background Vocal
- 水野良樹：Electric Guitar
- 山下穂尊：Acoustic Guitar
- 藤井謙二：Acoustic Guitar&Electric Guitar
- 井上富雄：Electric Bass
- 岡村美央ストリングス：Strings
- 田中ユウスケ：All Other Instruments&Programming
- 湯浅篤：All Other Instruments&Programming

Happy Smile Again
- 菅原弘明：Acoustic Guitar,Electric Guitar,Slide Guitar
- 小島剛広：Electric Bass
- 菅野網善：Drums&Tambourine
- 柴田俊文：Piano,Organ

## 収録アルバム
- My song Your song（#1・#2）
- いきものばかり〜メンバーズBESTセレクション〜（#2）
- バラー丼（#1）
- 超いきものばかり〜てんねん記念メンバーズBESTセレクション〜（#1）